# دریاچه خوفسگول
دریاچه خوفسگول (مغولی: Хөвсгөл нуур) یک دریاچه در کشور مغولستان است.
این دریاچه که از نوع دریاچه کافتی می‌باشد دارای ۲٬۷۶۰ کیلومتر مربع مساحت و ۱۳۸ متر عمق متوسط است.

## نگارخانه

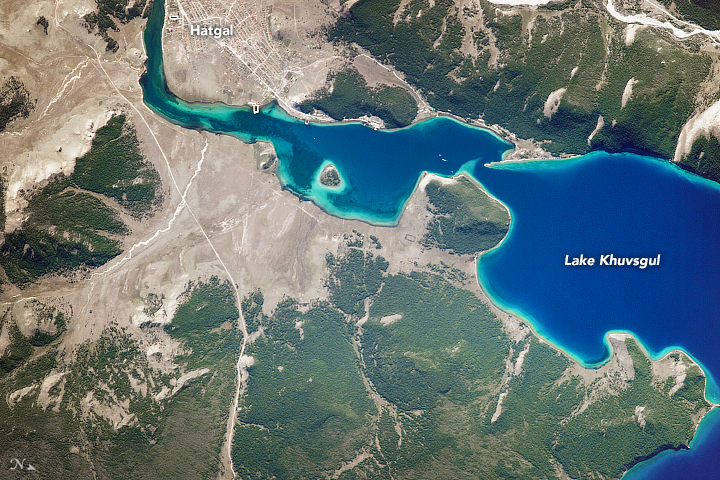
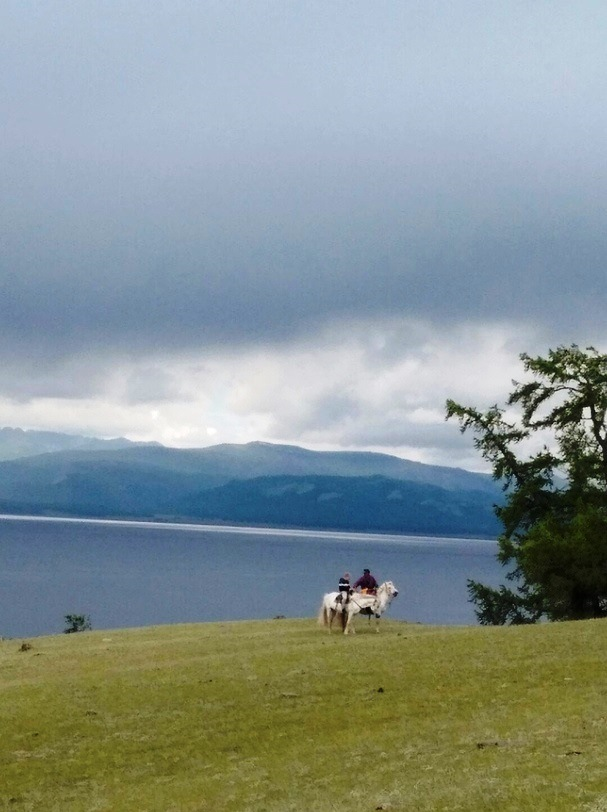
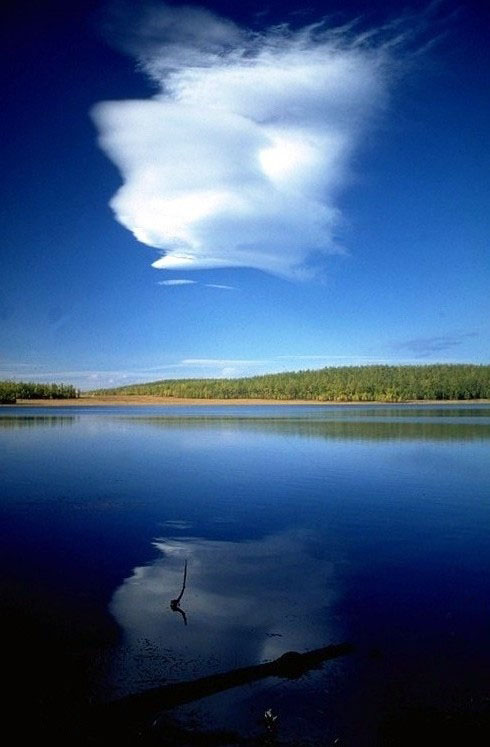
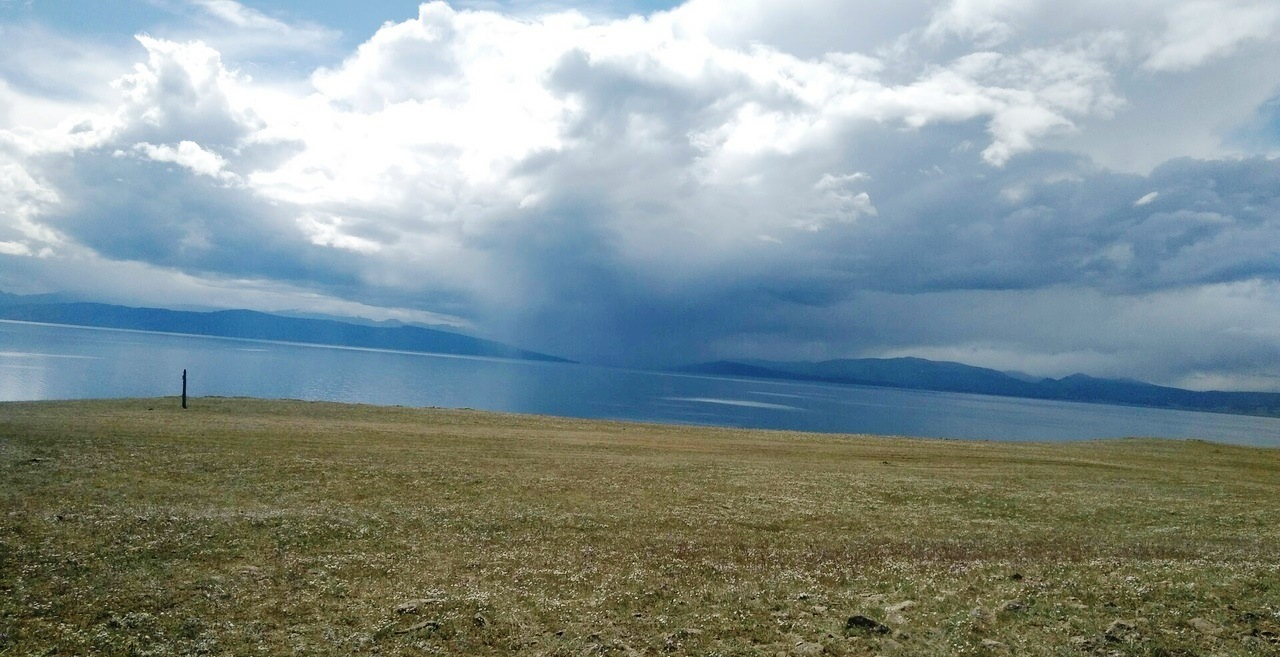